# XYZ-Analyse
Die XYZ-Analyse ist ein Verfahren der Materialwirtschaft in der Betriebswirtschaftslehre. In dem Verfahren werden Ergebnisse von Stücklistenauflösungen oder Ergebnisse aufgrund von Ermittlungen variations- bzw. schwankungskoeffizienter Güter und Artikel einer Klassifikation bezüglich ihrer Umsatzregelmäßigkeit (Verbrauch und dessen Vorhersagbarkeit) zugeordnet. Dies geschieht meist anhand von Verbrauchsverläufen der Vergangenheit.

## Beschreibung
Artikel, die sehr regelmäßig und in einigermaßen konstanten Stückzahlen verkauft werden (z. B. Energiesparlampen), werden als X-Artikel bezeichnet, während die Z-Klasse solche Artikel beinhaltet, deren Verkauf sehr unregelmäßig oder sogar stochastisch verläuft (wie z. B. Ersatzteile). Bisweilen wird die XYZ-Analyse auch als RSU-Analyse bezeichnet, mit R für regelmäßig, S für saisonal/trendförmig und U für unregelmäßig.
Zusammengefasst gestalten sich die Klassen wie folgt:
X
konstanter Verbrauch, Schwankungen sind eher selten
Y
stärkere Schwankungen im Verbrauch, meist aus trendmäßigen oder saisonalen Gründen
Z
völlig unregelmäßiger Verbrauch
Die XYZ-Analyse wird in der Material Requirement Planning (Materialbedarfsplanung), aber auch in der Planung der Lagerhaltung und in der Kalkulation angewendet. Dabei wird sie oftmals mit der ABC-Analyse verbunden. Diese Kombination wird auch als ABC/XYZ-Analyse bezeichnet.

## Definitionen
Das xyz-Kriterium wird anhand des Verbrauchsverhaltens des entsprechenden Artikels bestimmt. Als Datenbasis für die Berechnung werden oft die Materialbewegungstabellen aus dem ERP-System verwendet (Beispiel SAP: Tabelle MSEG und Tabelle MKPF). In diese Systemtabellen werden die Materialbuchungen geschrieben. Meist werden die Warenausgänge (erkennbar an der Bewegungsart) für die xyz-Analyse verwendet.
Dabei sollte der Betrachtungszeitraum mindestens ein Jahr umfassen.
Berechnet wird das xyz-Kriterium mithilfe des Mittelwertes des Verbrauches sowie dessen Standardabweichung.
Den daraus gebildeten Quotienten nennt man Variationskoeffizient.
Für die Festlegung der xyz-Grenzen werden oft die folgenden Werte des Variationskoeffizienten (VK) verwendet:
x-Teile
VK = 0 bis 25 %
y-Teile
VK ≥ 25 % bis 50 %
z-Teile
VK ≥ 50 %

## Sichtweisen
Für eine qualitativ gute Aussage des Verbrauchsverhaltens bieten sich zwei Sichtweisen an:
1. Das Entnahmeverhalten über der Zeitachse
2. Das Schwankungsverhalten der Entnahmemengen je Buchung / Vorgang

Beim Entnahmeverhalten über der Zeitachse werden die Anzahl der Buchungstage je Monat gezählt und die Schwankungen über dem Betrachtungszeitraum gemäß der obigen Definition bewertet.
Beim Entnahmemengenverhalten erfolgt die Bewertung hinsichtlich der Mengentreue.
Beispiel:
- x–x: das Material wird regelmäßig in gleichbleibender Menge verbraucht.
- x–z: das Material wird regelmäßig in stark schwankender Menge verbraucht.

## Bemerkungen und Fehlerquellen
Je nach Branche müssen gegebenenfalls die xyz-Grenzen angepasst werden.
Da die Auswertung auf einer Materialbewegungstabelle beruht, muss im Vorfeld die Datenbasis auf „Buchungsrituale“ hin untersucht werden (siehe Einzelnachweise). Ein typisches Buchungsritual wäre das zeitversetzte oder gebündelte Buchen (z. B. Sammeln der Materialbelege über die Woche und Abbuchen an einem bestimmten Tag). Dadurch werden die Verbräuche verfälscht und das Ergebnis der Auswertung falsch interpretiert.